# (200190) 1999 RO101
(200190) 1999 RO101 es un asteroide perteneciente al cinturón de asteroides, descubierto el 8 de septiembre de 1999 por el equipo del Lincoln Near-Earth Asteroid Research desde el Laboratorio Lincoln, Socorro, Nuevo México.

## Designación y nombre
Designado provisionalmente como 1999 RO101.

## Características orbitales
1999 RO101 está situado a una distancia media del Sol de 2,547 ua, pudiendo alejarse hasta 3,201 ua y acercarse hasta 1,893 ua. Su excentricidad es 0,256 y la inclinación orbital 10,40 grados. Emplea 1485,26 días en completar una órbita alrededor del Sol.

## Características físicas
La magnitud absoluta de 1999 RO101 es 16,2. Tiene 3,268 km de diámetro y su albedo se estima en 0,06.